# Aphis foeniculivora
Aphis foeniculivora är en insektsart. Aphis foeniculivora ingår i släktet Aphis och familjen långrörsbladlöss. Inga underarter finns listade i Catalogue of Life.